# Этимология ойконима «Лондон»

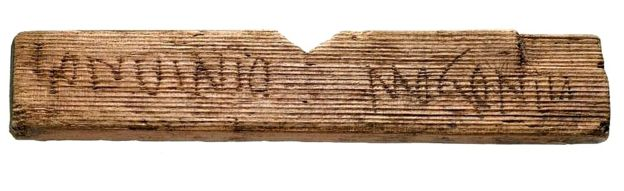
Письмо, датируемое 65-80 гг. н. э., с надписью «Londinio Mogontio» — «В Лондон, Могонтиусу»

Название «Лондон» происходит от названия римского поселения Лондиниум (лат. Londinium), этимология которого точно не известна, располагавшегося в I веке н. э. на территории современного Лондона. На протяжении длительного времени выдвигался ряд гипотез о происхождении этого ойконима, ведущей тенденцией в научных публикациях является версия о его происхождении из бриттской формы *Londonjon, которая, в свою очередь, имеет кельтское происхождение.
Британский лингвист Ричард Коутс в статье 1998 года выдвинул свою версию этимологии названия Лондона, упомянув все известные варианты этого ойконима, использовавшиеся примерно до 900 года на греческом, латинском, бретонском и древнеанглийском языках. В большинстве древних источников название начинается с форманта Londin (Λονδίνιον, Londino, Londinium и т. д.), хотя в некоторых встречается и формант Lundin-. Более поздние источники в основном содержат форманты Lundon- или London-, а все примеры на древнеанглийском содержат формант Lunden- с различными окончаниями. Коутс отметил, что современное правописание названия города с «o» происходит из средневековой письменной традиции избегать графемы «u» между буквами, составленными из минимов.
Самое раннее письменное упоминание о Лондоне встречается в письме, обнаруженном в Лондоне в 2016 году и датируемом примерно 65—80 годами н. э., оно содержит текст «Londinio Mogontio», который переводится как «В Лондон, Могонтиусу».

## Исторические и популярные версии этимологии
Самая ранняя версия о происхождении ойконима «Лондон» содержится в «Истории королей Британии» Гальфрида Монмутского (ок.1136 г.), где утверждается, что название города происходит от имени легендарного короля Луда, который ещё в доримские времена захватил город Триновантум и приказал переименовать его в свою честь «Керлуд» (англ. Kaerlud). Название Керлуд впоследствии трансформировалось в «Карлундейн», а последнее, в свою очередь — в «Лондон». По оценкам современных исследователей, версия Гальфрида Монмутского не находит подтверждений в законах лингвистики.
На протяжении последних 4 веков выдвигались следующие версии происхождения названия:
- Британский историк XVII века Уильям Кемден предположил, что название может происходить от бретонского форманта lhwn (современный валлийский — Llwyn), что означает «роща» и Town — «город». Таким образом, Lhwn Town означало «город в роще»[9];
- Джон Джексон, один из авторов The Gentleman’s Magazine, в 1792 году опубликовал[10] так называемую «теорию Llyn din» (см. ниже) по географическим признакам и предположил происхождение названия из сочетания Glynn din — предположительно означающего «город долины»;
- Некоторые сторонники британского израилизма утверждали, что англосаксы, предположительно являющиеся потомками колена Данова, назвали свое поселение lan-dan, что означает «обитель Дана» на иврите[11];
- Анонимная статья в журнале The Cambro Briton за 1821 год содержала версию о происхождении названия города от сочетания Luna din («крепость Луны»), а также упоминала версию о сочетании Llong din («корабельная крепость»)[12];
- Несколько версий происхождения названия обсуждались на страницах журнала Notes and Queries[англ.] от 27 декабря 1851 года[13], среди которых присутствовали такие, как происхождение от Luandun (предположительно «город луны» — ссылка на храм римской богини Дианы, олицетворявшей Луну, который должен был стоять на месте Собора Святого Павла) и Lan Dian или Llan Dian («храм Дианы»). Наряду с этими гипотезами повторялась также давнишняя «теория Llyn din»;
- Александр Джонс в The Cymry of '76 (1855) отметил[14], что валлийское название города происходит от формы Llyn Dain, что означает «пруд Темзы»;
- В путеводителе 1887 года[15] утверждается, что «этимология названия Лондона такая же, как и у Линкольна» (лат. Lindum);
- Эдвард П. Чейни в своей книге 1904 года «Краткая история Англии» (стр. 18), выводит происхождение названия от слова дун (крепость): «Возвышенные и легко защищаемые участки были выбраны [в доримские времена], окружены земляными валами и палисадами, наложенными на них. Такие укрепления назывались дунами, а Лондон и многие другие места до сих пор сохраняют этот компонент в своих названиях»;
- В A New Variorum Edition of Shakespeare (1918)[16] упоминается версия Гальфрида Монмутского о «городе Луда», но утверждается, что происхождение названия, скорее всего, было всё-таки древнеанглийским.